# Chancelier de la Confédération
Le chancelier de la Confédération (en allemand : Bundeskanzler ; en italien : Cancelliere della Confederazione ; en romanche : chancelier da la Confederaziun) est le chef de la Chancellerie fédérale suisse et, à ce titre, le chef de l'administration du Conseil fédéral suisse. Viktor Rossi exerce la fonction depuis le 1er janvier 2024.

## Fonctions
Le chancelier de la Confédération assiste le président de la Confédération et le collège gouvernemental dans l'accomplissement de leurs tâches. Bien qu'il soit souvent surnommé le « huitième conseiller fédéral », il ne fait pas partie dudit collège. Il dirige également la Chancellerie fédérale, chargée de coordonner l'administration fédérale avec l'assistance de deux vice-chanceliers. Contrairement à ses homonymes allemand et autrichien, il n'est pas chef du gouvernement.
Selon certains observateurs de la politique fédérale, l'importance du rôle du chancelier de la Confédération diminue constamment depuis sa création en 1848, mais particulièrement depuis les années 2000, en particulier à cause de « la polarisation, la personnalisation et la médiatisation de la politique suisse ».

## Élection
Il est élu par l'Assemblée fédérale.

## Liste des chanceliers

### Chancelier d'État (1803-1814)
La fondation de la Chancellerie remonte à 1803, lors de l'acte de médiation donné par Napoléon Bonaparte à la Suisse durant le protectorat français (1803-1814).
| Photo | Mandat    | Chancelier        | Parti | Canton |
| ----- | --------- | ----------------- | ----- | ------ |
|       | 1803-1814 | Jean-Marc Mousson |       | Vaud   |

### Chancelier fédéral (1814-1848)
Après la chute de Napoléon et la restauration de la Confédération, le chancelier est le chef du gouvernement confédéral. Jusqu’en 1848, le chancelier et le greffier étaient à peu près les seules personnes au service permanent de la Confédération. Se sont succédé à ce poste :
| Photo | Mandat    | Chancelier              | Parti | Canton  |
| ----- | --------- | ----------------------- | ----- | ------- |
|       | 1814-1830 | Jean-Marc Mousson       |       | Vaud    |
|       | 1831-1847 | Josef Franz Karl Amrhyn |       | Lucerne |

### Chancelier de la Confédération (depuis 1848)
Après la guerre du Sonderbund et la chute de la Confédération des XXII cantons, l'État fédéral est établi ainsi que la fonction de chancelier de la Confédération. Se sont succédé à ce poste depuis la Constitution fédérale de 1848 :
| no | Photo | Mandat      | Chancelier                      | Parti | Parti | Canton  | Remarque                         |
| -- | ----- | ----------- | ------------------------------- | ----- | ----- | ------- | -------------------------------- |
| 1  |       | 1848-1881   | Johann Ulrich Schiess           |       |       | AR      |                                  |
| 2  |       | 1882-1909   | Karl Albrecht Gottlieb Ringier  |       | PRD   | AG      |                                  |
| 3  |       | 1910-1918   | Hans Schatzmann                 |       | PRD   | AG      |                                  |
| 4  |       | 1919-1925   | Alfred Armand Adolf von Steiger |       | PRD   | BE      |                                  |
| 5  |       | 1925-1934   | Robert Käslin                   |       | PRD   | NW / AG |                                  |
| 6  |       | 1934-1943   | George Bovet                    |       | PRD   | NE      |                                  |
| 7  |       | 1944-1951   | Oskar Leimgruber                |       | PCCS  | FR      |                                  |
| 8  |       | 1952-1967   | Charles Oser                    |       | PRD   | BS      |                                  |
| 9  |       | 1968-1981   | Karl Huber                      |       | PDC   | SG      |                                  |
| 10 |       | 1981-1991   | Walter Buser                    |       | PS    | SO      |                                  |
| 11 |       | 1991-1999   | François Couchepin              |       | PRD   | VS      |                                  |
| 12 |       | 2000-2007   | Annemarie Huber-Hotz            |       | PRD   | ZG      | première femme chancelière       |
| 13 |       | 2008-2015   | Corina Casanova                 |       | PDC   | GR      |                                  |
| 14 |       | 2016-2023   | Walter Thurnherr                |       | PDC   | AG      |                                  |
| 15 |       | depuis 2024 | Viktor Rossi                    |       | PVL   | BE      | premier parti non gouvernemental |

### Bases légales
- Constitution fédérale de la Confédération suisse (Cst.) du 18 avril 1999 (état le 1er janvier 2020), RS 101.
- Loi sur l’organisation du gouvernement et de l’administration (LOGA) du 21 mars 1997 (état le 1er janvier 2018), RS 172.010.